# Baudhayana
Baudhayana (bengalí: বৌধায়ন)  (Drevna Indija, p. segle VIII aC - p. segle VIII aC) va ser un matemàtic indi del segle viii aC. No es coneix res de la seva vida. Fins i tot, l'historiador David Pingree simplement el situa com anterior al segle v aC sense poder concretar més. Per les seves obres, és probable que fos un clergue de la religió veda. La seva obra més coneguda és el Sulba Sutra de Baudhayana. Els Sulba Sutres eren llibres religiosos sobre la construcció d'altars i sobre les formes dels llocs i dels focs rituals per als sacrificis. Escrits en forma d'aforismes, abordaven temes com la conversió d'espais circulars en quadrats amb la mateixa superfície o la construcció de quadrats sobre la diagonal d'un altre quadrat, etc.

## El Sulba Sutra de Baudhayana
Pertanyent a la tradició del Yajurveda, és el més antic dels Sulba Sutres coneguts. En les seves regles s'hi troben alguns resultats matemàtics rellevants.
Està dividit en tres capítols que contenen 519 aforismes.

### ElNombre π
La necessitat de convertir superfícies quadrades en circulars implicava conèixer la relació entre la circumferència i el seu diàmetre (el nombre π). Baudhayana no és especialment precís en aquest aspecte donant diferents resultats en diferents aforismes:
- {\displaystyle 676/225=3,004}
- {\displaystyle 900/289=3,114}
- {\displaystyle 1156/361=3,202}

De totes maneres, en el context de la construcció d'altars aquesta imprecisió no condueix a errors notables.

### ElTeorema de Pitàgores
Baudhayana dona la primera expressió coneguda d'un cas particular del Teorema de Pitàgores:
La corda que s'estén a través de la diagonal d'un quadrat produeix una àrea el doble de la mida del quadrat original.

### L'arrel quadrada de 2
Al contrari del Nombre π, Baudhayana proporciona una expressió per a l'arrel quadrada de 2 que és molt aproximada al seu valor real. La Sutra 1.61, referint-se al càlcul de la longitud de la diagonal d'un quadrat, diu:
Augmenta la longitud (del costat) un terç; i aquest terç pel seu propi quart; i resta-li la trenta-quatrena part d'aquest quart.
Això, en expressió moderna i per a un quadrat de costat igual a 1, és:
{\displaystyle {\sqrt {2}}\approx 1+{\frac {1}{3}}+{\frac {1}{3\cdot 4}}-{\frac {1}{3\cdot 4\cdot 34}}={\frac {577}{408}}\approx 1.414216,}
Lo qual és una expressió bastant precisa del resultat correcte: 1,41421356... Com va arribar a aquest resultat, és un misteri sobre el que s'han fet moltes suposicions.